# واکاتسوکی ریجیرو
واکاتسوکی ریجیرو (انگلیسی: Wakatsuki Reijirō؛ زاده ۲۱ مارس ۱۸۶۶ درگذشته ۲۰ نوامبر ۱۹۴۹) یک سیاست‌مدار اهل ژاپن بود.